# Trotllo ovalat
El trotllo ovalat (Schedophilus ovalis) és una espècie de peix pertanyent a la família dels centrolòfids i a l'ordre dels perciformes.

## Descripció
Cos oblong en els adults, més arrodonit en els joves, cobert d'escates cicloides petites i caduques (n'hi ha de 95 a 110 sobre la línia lateral) que manquen a la part alta del cap, on hi ha abundants porus mucosos petitíssims. El cap té el perfil anterior arrodonit. Els marges inferior i posterior del preopercle són feblement denticulats en els adults, marcadament en els joves. Mandíbula una mica prominent. Ulls rodons, de diàmetre superior a la llargària del musell. L'aleta dorsal té de 6 a 8 radis espinosos i de 30 a 33 radis tous. L'anal comença una mica darrere el centre de la dorsal i té 3 radis espinosos i de 20 a 25 radis tous. El cap i el dors dels adults són de color bru tirant a verdós o blavós i els flancs són de color gris argentat. La longitud estàndard habitual és de 50 a 60 cm.

## Reproducció
Es reprodueix del juny al novembre a l'Atlàntic.

## Alimentació
Menja tunicats (com ara, Pyrosoma), amfípodes, gambes, krill, mictòfids, cefalòpodes i cucs (Vanadis formosa). El seu nivell tròfic és de 4.

## Hàbitat i distribució geogràfica
És un peix marí, bentopelàgic (entre 70 i 700 m de fondària, normalment entre 80 i 240) i de clima subtropical (46°N-35°S). Els joves són epipelàgics i cerquen l'ombra d'objectes flotants com els capcers dels palangres i meduses flotants (com ara, del gènere Physalia). Viu a tota la mar Mediterrània (l'Estat espanyol -incloent-hi les illes Balears-, França -incloent-hi Còrsega-, Itàlia -incloent-hi Sardenya i Sicília-, Malta, Grècia, la mar Egea, Turquia i Algèria) i a l'Atlàntic oriental des d'Irlanda i la península Ibèrica fins a les illes Canàries, el corrent de Canàries, les illes Açores, Cap Verd, Madeira, el corrent de Benguela, Santa Helena i Sud-àfrica (tot i això, Smith fa constar que l'espècie present a l'Àfrica Austral no és Schedophilus ovalis sinó Schedophilus velaini). A l'Atlàntic occidental central també n'hi ha un registre d'un petit exemplar trobat a les illes Bermudes.

## Observacions
És inofensiu per als humans, el seu índex de vulnerabilitat és alt (60 de 100), els adults són capturats amb hams proveïts d'esquers de peix o calamar i la seua carn, blanca, és saborosa.